# Кирст, Йоахим
Йоахим Кирст (нем. Joachim Kirst; род. 21 мая 1947, Нойштадт-на-Орле) — немецкий легкоатлет, специалист по многоборьям. Выступал за сборную ГДР по лёгкой атлетике в 1966—1972 годах, двукратный чемпион Европы, участник двух летних Олимпийских игр.

## Биография
Йоахим Кирст родился 21 мая 1947 года в коммуне Нойштадт (Гарц).
Занимался лёгкой атлетикой в армейском спортивном клубе «Форвертс» в Потсдаме.
Впервые заявил о себе в десятиборье на международном уровне в сезоне 1966 года, когда вошёл в состав восточногерманской национальной сборной и выступил на Европейских юниорских легкоатлетических играх в Одессе, откуда привёз награду бронзового достоинства — уступил здесь только Виктору Челнокову из Советского Союза и Хансу Нерлиху из Западной Германии.
Благодаря череде удачных выступлений удостоился права защищать честь страны на летних Олимпийских играх 1968 года в Мехико — в программе десятиборья набрал 7861 очко, став в итоговом протоколе пятым.
В 1969 году на чемпионате Европы в Афинах с результатом в 7910 очков превзошёл всех своих соперников и завоевал золотую медаль.
На чемпионате Европы 1971 года в Хельсинки вновь был лучшим в десятиборье, установив при этом свой личный рекорд.
Находясь в числе лидеров легкоатлетической команды ГДР, благополучно прошёл отбор на Олимпийские игры 1972 года в Мюнхене — на сей раз сошёл с дистанции во время шестого этапа, бега на 110 метров с барьерами, и вынужден был отказаться от дальнейшей борьбы за медали.
За выдающиеся спортивные достижения награждён орденом «За заслуги перед Отечеством» в бронзе (1970) и серебре (1971).
Женат на известной немецкой прыгунье в высоту Рите Кирст (Шмидт), приходится деверем прыгунье в высоту Ютте Кирст (Краутвурст).
После объединения Германии переехал на постоянное жительство в Рейнланд-Пфальц, где в 1992—1997 годах работал детским тренером по лёгкой атлетике. С 2000 года занимал должность директора центра спортивной подготовки в Цойленроде.